# KBL D리그
한국프로농구 D리그(KBL D-League)는 한국프로농구의 2군 리그이며, 2009년 여름에 시작되었다. 현재 참가팀으로는 서울 SK 나이츠, 울산 현대모비스 피버스, 대구 한국가스공사 페가수스, 부산 KCC 이지스, 창원 LG 세이커스, 수원 KT 소닉붐, 서울 삼성 썬더스, 상무 농구단이다.

## 2024~2025 KBL D리그 달라지는 점
- 2024년 10월 21일부터 2025년 4월 7일까지 이천 LG챔피언스파크이다.

- 참가팀 :서울 SK 나이츠, 울산 현대모비스 피버스, 대구 한국가스공사 페가수스, 부산 KCC 이지스, 창원 LG 세이커스, 수원 KT 소닉붐, 서울 삼성 썬더스, 상무 농구단

- 원주 DB 프로미가 참가하지 않고, 대신 서울 삼성 썬더스가 참가한다.

- 총 56경기, 평일 오후 1시와 3시에 진행되고, 팀당 14경기씩 진행, 예선 후 상위 4팀 토너먼트(플레이오프) 진행합니다. 티켓 구매는 경기 일주일 전, 오후 1시 KBL 통합웹사이트에서 선착순 방식으로 입장권(미지정석)을 발급한다. 자세한 사항은 KBL 통합웹사이트를 통해 안내할 예정임.

## 2024~2025 KBL D리그 참가팀
| 구단명                     | 경기장         |
| -------------------------- | -------------- |
| 서울 SK 나이츠             | LG챔피언스파크 |
| 창원 LG 세이커스           | LG챔피언스파크 |
| 대구 한국가스공사 페가수스 | LG챔피언스파크 |
| 부산 KCC 이지스            | LG챔피언스파크 |
| 울산 현대모비스 피버스     | LG챔피언스파크 |
| 상무 농구단                | LG챔피언스파크 |
| 수원 KT 소닉붐             | LG챔피언스파크 |
| 서울 삼성 썬더스           | LG챔피언스파크 |

## 역대 리그 우승팀

### 1차 대회, 2차 대회 분리
| 시즌            | 1차 대회 우승팀 | 2차 대회 우승팀        |
| --------------- | --------------- | ---------------------- |
| 2009 서머       | 상무            | 상무                   |
| 2009~2010 원터  | 상무            | 상무                   |
| 2010~2011 원터  | 상무            | 상무                   |
| 2011~2012 원터  | 상무            | 상무                   |
| 2012~2013 원터  | 상무            | 상무                   |
| 2013~2014 원터  | 상무            | 서울 SK 나이츠         |
| 2014~2015 D리그 | 상무            | 인천 전자랜드 엘리펀츠 |
| 2015~2016 D리그 | 신협 상무       | 울산 모비스 피버스     |
| 2016~2017 D리그 | 신협 상무       | 서울 삼성 썬더스       |
| 2017~2018 D리그 | 신협 상무       | 서울 SK 나이츠         |
| 2018~2019 D리그 | 신협 상무       | 울산 현대모비스 피버스 |
| 2020~2021 D리그 | 서울 SK 나이츠  | 서울 SK 나이츠         |

### 단일 리그
| 시즌            | 우승팀    |
| --------------- | --------- |
| 2019~2020 D리그 | 신협 상무 |
| 2021~2022 D리그 | 상무      |
| 2022~2023 D리그 | 상무      |
| 2023~2024 D리그 | 상무      |
| 2024~2025 D리그 | 상무      |

### 우승횟수
| 횟수 | 팀                                      |
| ---- | --------------------------------------- |
| 16회 | 상무                                    |
| 3회  | 서울 SK 나이츠                          |
| 2회  | 울산 모비스 피버스                      |
| 1회  | 인천 전자랜드 엘리펀츠 서울 삼성 썬더스 |